# 丹尼爾·柏雷爾
丹尼爾·柏雷爾（英語：Daniel Borel，1950年2月14日—），是瑞士企業家和羅技的創辦人之一。

## 早年
1973年，柏雷爾在洛桑聯邦理工學院取得物理學工程學位。之後，他於1977年獲得斯坦福大學計算機科學理學碩士學位。1981年，柏雷爾與皮爾路易吉·扎帕科斯塔和賈科莫·馬里尼共同創辦了羅技，這個創業項目是在柏雷爾的岳父的農場展開的。
1982年至2008年期間，柏雷爾擔任羅技董事長，並在1982年至1988年期間擔任公司的執行長，之後在1992年至1998年期間再次擔任執行長。1988年，柏雷爾將羅技帶到瑞士股票市場市場上市。並於1997年在納斯達克上市。
目前，柏雷爾繼續在羅技董事會擔任職務，同時也擔任雀巢和defitech的董事會成員。defitech是一個為身心障礙人士提供IT技術的基金會。此外，柏雷爾還擔任swissUP的主席，該基金會致力於促進瑞士教育。在2019年，柏雷爾參與了學生聊天平台「Unibuddy」的籌款活動，共籌得500萬美元